# 黄金の環
黄金の環（おうごんのわ、 ロシア語: Золото́е кольцо́、ザラトーイェ・カリツォー）は、ロシア、モスクワ北東近郊にある都市群の名称。古くは、ザリエーシェ（英: Zalesye、露: Залесье）とも呼ばれた。これらの古い都市は、ロシア史、ロシア正教会における精神文化、芸術、建築などにおける源流が形成された地域として重要視される。これらの都市は、11世紀から15世紀末にイワン雷帝が各地を征服し中央集権体制を構築するまで、ロシア諸公国の首都として栄華を誇った。都市自体が野外建築博物館とも言える。12世紀から18世紀におけるロシアの都市に特徴的なクレムリン（城塞）、修道院、大聖堂、教会を擁する。｢黄金の環」の都市が観光地として喧伝されるようになったのはソ連時代の1974年のことである。ソビエト連邦の崩壊後も外国人向けの観光地として整備が進められている。

## 「黄金の環」に含まれる都市
- セルギエフ・ポサード（ザゴルスク）
- ペレスラヴリ・ザレスキー
- ロストフ
- ヤロスラヴリ
- コストロマ
- イヴァノヴォ（イワノボ）
- グス・フルスタリヌイ
- スーズダリ
- ウラジーミル
- ルイビンスク
- ウグリチ
- アレクサンドロフ

## 交通
これら都市のうち、セルギエフ・ポサードやヤロスラヴリへは、モスクワのヤロスラフスキー駅から鉄道で、またはロシア連邦道路M8で自家用車で行くことができる。ウラジーミルやスーズダリへは、カザンスキー駅から鉄道で、またはロシア連邦道路M7で車で行くことが可能である。

## 関連事項
- 黄金の輪ホテル
- ウラジーミルとスーズダリの白亜の建造物群
- スラヴ民族の北東ルーシへの移動